# S95奶粉
S95奶粉為1984年，藥商郝景平自美國進口飼料奶粉，不法加工製作之高單價嬰幼兒專用奶粉。以不符合人類食品規格之飼料奶粉，施以加工，填充維生素與醣類的該品牌奶粉，全名為金牛牌S95高單位營養奶粉，其S95名稱除了模仿台灣市佔率極高的美國惠氏S26奶粉外，亦強調「95%的天然短鍊蛋白質，提供均衡的營養，增強孩子的抵抗力。」
1984年，金牛牌S95高單位營養奶粉遭內政部衛生署檢驗出為家畜用飼料奶粉，並予以告發送辦。惟法令因素，除肇事奶粉下架及包庇犯罪的檢驗科科長以貪污罪論處外，也因為此事件，促使台灣消費者意識抬頭，並讓消費者文教基金會等消費者團體制衡力量提昇，並成為爭取環境權主因之一。

## 緣起
1980年代起始，台灣經濟發達，高單價嬰幼兒奶粉需求遽增，惟進口該類奶粉關稅甚高，且市場消費品牌固定，為了逃稅及促銷，進口食品藥商郝景平以低價低關稅進口飼料奶粉，冒充高單價嬰幼兒奶粉，且以廣告及直銷等方式促銷。
依法律，遏阻飼料奶粉冒充食用奶粉的稽察程序，乃為中央機關；例如行政院及立法院訂定法規條例或行政辦法，由直轄市、縣市政府來執行。惟此飼料奶粉管制管理制度，部份縣市稽查關注度不高，也鮮少受中央政府壓力，因此並不十分重視，部分縣市甚至將稽查核驗的費用轉使用於可以看得到的實體建設上。

## 奶粉成分差異
就實務言，飼料奶粉與食用奶粉最大差異，在於外觀容易辨別的苜蓿粉，也就是說飼料奶粉只要加上該成分，從氣味外觀就很容易辨別飼料與食用奶粉的差異，只是台灣進口關稅通則明列可不加苜宿成分；稅率採免稅的犢牛人工乳項目。經核算，期間有15%的關稅差異。若該進口奶粉定義適用為「其他飼料奶粉」項目，則進口台灣關稅差異則高達35%。
正因為飼料奶粉不列施檢檢品目，一旦業者做假，以飼料奶粉混充食用奶粉販售，極為容易進入奶品市場。加上農政法令對動物飼料奶粉的流用並無強制規範，若業者不恪遵商業倫理，很容易可貪圖近利而從事影響消費大眾健康的非法行為。
就成分言，飼料奶粉的乾物質、粗蛋白、乙醚萃取、粗纖維、總磷或灰分等均與食用嬰幼兒奶粉差異甚大，雖台灣衛生署抽驗飼料奶粉項目亦包括乳脂肪、蛋白質、乳糖、水份、生菌數、大腸桿菌群、大腸桿菌、沙門氏桿菌、仙人掌桿菌。但其合格標準比食用奶粉低。例如飼料奶粉允許加入的抗生素，不適合人食用；經長期服用，會大幅降低人體對疾病的抵抗力。

## 促銷策略
S95除了以飼料奶粉冒充嬰幼兒奶粉外，其促銷策略從命名開始。全名為「金牛牌S95高單位營養奶粉」的該品牌奶粉，其名稱為模仿台灣市佔率極高的美國惠氏S26奶粉。除此，強調食品的成分與內容以及對身體不同器官的增強功能，事實陳訴的行銷策略亦被定義為台灣成功案例之一。以高品質、高價格的產品定位，透過廣播電台強力促銷與直銷商業活動，竟讓許多富有父母捨棄母奶，而選擇此所謂嬰幼兒營養奶粉。此案例的成功，證明在台灣只要透過強力廣告，劣質產品也可以成為優質產品。

## 弊端爆發及後續影響
經過促銷等商業活動，S95奶粉於1984年成為台灣嬰幼兒奶粉的重要品牌之一。同年，衛生署食品檢查主管劉廷英，於改變檢驗政策下，檢驗出S95奶粉為飼料奶粉冒充嬰幼兒奶粉的案件。於檢調單位調查下，不只廠商罰款求刑外，食品檢驗單位的主事科長更以受賄的貪污罪，遭檢方求刑8年。最重要的，於被揭穿劣質產品真相後，金牛牌S95奶粉頓時喪失市佔率，並全數下架。
經此S95假奶粉事件後，台灣消費環境更加受到相關官方單位重視。朝野制衡力量更同意中央政府及地方政府均需更加關注於事先防止該類型食品衛生事件，無論如何均不能推卸責任。此外，較正派廠商，也應協助政府，提供快速情報，並捐錢協助消費者文教基金會以消除不良食品。就制度言，則研擬檢驗機關事權統一，提昇地位，增加人力、經費等改革。